# 50 Cent: Blood on the Sand
50 Cent: Blood on the Sand è il seguito del videogioco 50 Cent: Bulletproof, con un gameplay completamente diverso, ed è stato pubblicato su PlayStation 3 e Xbox 360 nel 2009.

## Trama
50 Cent, assieme ai suoi amici della G-Unit, ha fatto un lungo viaggio per arrivare in una città non nominata in Medio Oriente, per organizzare un concerto rap. Dopo aver suonato davanti ad una folla in delirio, il cantante afroamericano si rivolge al losco promoter per riscuotere il pagamento, ma non può dato che un ladro ha rubato tutti gli incassi della serata. Curtis si arrabbia a tal punto da scagliarsi contro di lui e minacciarlo di morte. Allora, il promoter gli da un prezioso teschio tempestato di diamanti per ripagarlo, ma il teschio viene rubato da dei terroristi paramilitari del posto. Quindi ora, il nuovo obiettivo di 50 sarà affrontare una pericolosa avventura di morte, vendetta e guerra attraverso la sperduta cittadina in un paese dilaniato dalla guerra per recuperare i suoi soldi, con gli interessi, e cercare di sopravvivere il più a lungo possibile.

## Modalità di gioco
Il videogioco è a stile rotaia, cioè che i nemici attaccheranno a tempi ed eventi prestabiliti. Il giocatore può ripararsi dietro a delle mura o generalmente, il decoro del livello, evitando così di farsi colpire. Con un'opzione è anche possibile entrare in modalità Bullet time. Le vicende del gioco sono raccontate tramite delle cutscene prodotte in Computer Grafica (più comunemente CG).

## Accoglienza
La rivista Play Generation diede alla versione per PlayStation 3 un punteggio di 84/100, apprezzando le sparatorie divertenti e la trama improbabile che però non poteva fare a meno di strappare un sorriso e come contro la poca longevità, la mancanza di originalità ed i nemici poco vari e non molto svegli, finendo per trovarlo una combinazione molto "tamarra" di azione e sparatutto, per l'autocelebrazione di 50 Cent, concludendo "spento il cervello, sa essere molto divertente". La stessa testata lo classificò come uno dei quattro migliori titoli ad avere star della musica come protagonisti.